# Maasbrücke Sclayn
Die Maasbrücke Sclayn ist eine Straßenbrücke über die Maas in Sclayn, einem 1977 mit Andenne vereinigten Ort in der Provinz Namur im wallonischen Teil Belgiens.
Sie verbindet Sclayn mit Sclaigneaux und Vezin, Orte, die heute ebenfalls zu Andenne gehören.
Die von Gustave Magnel konzipierte Brücke war die erste Spannbetonbrücke Belgiens und hatte den ersten vorgespannten Durchlaufträger.

## Vorgeschichte
Die erste Brücke über die Maas in Sclayn war eine 1888–1889 gebaute eiserne Fachwerkbrücke. Sie wurde im Ersten Weltkrieg 1914 von belgischen Truppen gesprengt, um den deutschen Vormarsch aufzuhalten.
Die zweite Brücke war eine stählerne Fachwerkbrücke, die 1915 von den Deutschen gebaut wurden. Sie wurde im Zweiten Weltkrieg 1940 von belgischen Truppen auf dem Rückzug vor der Wehrmacht gesprengt.
Die dritte Brücke ist die gegenwärtige Spannbetonbrücke, die in der Zeit vom 5. März bis 15. Dezember 1949 gebaut und am 10. Februar 1950 eingeweiht wurde.

## Beschreibung
Sie hat eine 7 m breite Fahrbahn mit zwei Fahrspuren und beidseitige, je 1,5 m breite Gehwege. Im Längsprofil ist sie deutlich nach oben gewölbt, um eine Durchfahrtshöhe von 7 m zu gewährleisten und andererseits relativ niedrige Straßenanschlüsse zu ermöglichen.
Die Brücke hat zwei 62,70 m lange Felder über dem Fluss und ein 16 m langes Feld über dem Hochwasserbett. Der Fahrbahnträger über dem Fluss ist ein  dreizelliger Spannbeton-Hohlkasten, der als Durchlaufträger konstruiert ist. Er ist am Strompfeiler 4,75 m hoch und an den äußeren Enden noch 1,41 m. Die 36 Spannkabel bestehen aus je 48 Drähten mit Durchmessern von 7 mm. Sie sind an den beiden Enden des Hohlkastens in 3 m langen massiven Stahlbetonblöcken verankert, sonst aber nur abschnittsweise mit dem Hohlkasten verbunden und zu Inspektionszwecken zugänglich. Das Randfeld ist ein längs und quer gespannter Plattenbalken.
In den Jahren 1990 und 1991 ist die Brücke saniert worden.